# Artem Khadjibekov
Artem Aleksandrovich Khadjibekov (Obninsk, 20 de abril de 1970) é um atirador olímpico russo, campeão olímpico.

## Carreira
Artem Khadjibekov representou a Rússia nas Olimpíadas, de 1996 a 2012, e conquistou a medalha de ouro em 1996, no Rifle 10m.